# Stevenia distinguenda
Stevenia distinguenda är en tvåvingeart som först beskrevs av Josef Mik 1866.  Stevenia distinguenda ingår i släktet Stevenia och familjen gråsuggeflugor.
Artens utbredningsområde är Italien. Inga underarter finns listade i Catalogue of Life.